# 翁布拉河
42°40′32″N 18°8′12″E / 42.67556°N 18.13667°E

翁布拉河是克羅地亞的河流，位於該國南部杜布羅夫尼克-內雷特瓦縣，處於達爾馬提亞東北部，河道全長0.03公里，流域面積600平方公里，最終注入亞得里亞海。